# 高良鉄夫
高良 鉄夫（たから てつお、1913年6月25日 - 2014年5月17日）は、日本の動物学者。第8代琉球大学学長（就任期間：1970年7月1日 - 1973年6月30日）。農学博士。専攻は応用動物学。沖縄県本部町出身。

## 人物
ハブの研究で知られ、「ハブ博士」と呼ばれた。
イリオモテヤマネコの発見につながる幼獣の捕獲を果たしたことでも知られる。
沖縄の本土復帰に伴う国立大学化の際の学長であった。
戦後の1950年から1968年にかけて5回に渡り、調査団を結成して尖閣諸島に上陸して学術調査を実行。この時のメンバーには後に沖縄社会大衆党委員長となる瑞慶覧長方がいる。
紫綬褒章、勲二等瑞宝章、沖縄県功労者、沖縄タイムス賞などを受賞。
長男は憲法学者、琉球大学大学院法務研究科名誉教授で参議院議員・沖縄社会大衆党委員長の高良鉄美。

## 著書
高良の著書の一部はデジタル化されており、インターネット上の国立国会図書館デジタルコレクションなどで公開されている。
- 『琉球の自然と風物 特殊動物を探る』琉球文教図書, 1969  国立国会図書館書誌ID:000001139750 doi:10.11501/12636401
- 『ハブ=反鼻蛇 恐るべき毒ヘビの全貌』琉球文教図書, 1973 国立国会図書館書誌ID:000001119331 doi:10.11501/12638118
- 『自然との対話 無人島は生きている密林の叫びとささやき』琉球新報社, ふくむら出版(発売) 1977.2
- 『沖縄の秘境を探る』琉球新報社 , 那覇出版社(発売) 1980.7
- 『馬と語る・馬を語る 愉快で不思議な馬ものがたり』那覇出版社, 1988 国立国会図書館書誌ID:000001958956 doi:10.11501/13931193
- 『沖縄の資源探訪 高良鉄夫随想集』琉球新報社, 1991 国立国会図書館書誌ID:000002204603 doi:10.11501/13404363
- 『自然の示唆と人生 野生からのメッセージ』那覇出版社, 2004 ISBN 4-89095-147-4

### 共著
- 『沖縄の昆虫』[写真]: 栗林慧, 解説: 高良鉄夫, 東清二. 学習研究社, 1973 国立国会図書館書誌ID:000001119263 doi:10.11501/12637637
- 『沖縄動植物研究史』天野鉄夫共著. 「沖縄動植物研究史」刊行会, 1977 国立国会図書館書誌ID:000001440368 doi:10.11501/12603268